# Via degli Anselmi
Via degli Anselmi è una strada del centro storico di Firenze, situata tra via Pellicceria (dove si accede solo tramite passaggio pedonale sotto i portici) e piazza degli Strozzi, incrociandosi a metà con via de' Sassetti. La strada odierna è in larga parte frutto del Risanamento di Firenze, operato negli anni novanta dell'Ottocento. 

## Storia

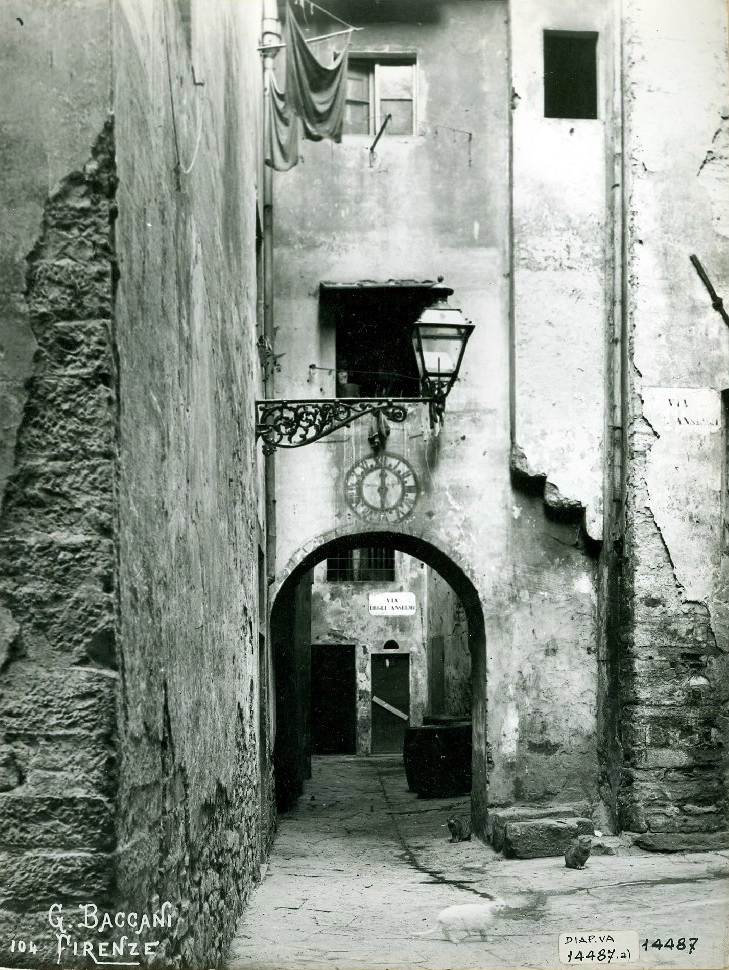
L'ultimo tratto di via degli Anselmi (all'epoca chiasso di Borghese o Tronco Mozzo) con l'arco dell'orologio

Si tratta di un breve asse viario nel cuore della città, tracciato a seguito delle demolizioni che interessarono tra il 1885 e il 1895 l'area del Mercato Vecchio e del Ghetto ebraico con l'intento di risanare l'area e di conferirle igiene e decoro borghese, come bene si comprende osservando gli edifici che oggi le sono in fregio, per lo più ispirati a modelli quattro cinquecenteschi ma segnati da una propensione al gigantismo propria del tempo. 
Più in particolare la strada fu aperta a danno della chiesa di Santa Maria degli Ughi, sovrapponendosi ad un antico tracciato, non in asse, che comprendeva il chiasso di Borghese (da Borghese de' Sassetti che ebbe qui un forno) e via degli Spensierati. Il nome degli Anselmi le fu attribuito in memoria di questa antica famiglia che qui ebbe le sue case e torri (in realtà più verso via Strozzi), ma che già veniva talvolta usato per indicare la via di Santa Maria degli Ughi. Per quanto la via non abbia niente di antico, venne mantenuto nel nuovo assetto il suo essere senza sfondo, senza cioè di uno sbocco carrabile su via Pellicceria, come in antico, e chiudendola con i portici su cui si può passare pedonalmente.

## Descrizione
Chiusa verso via Pellicceria dai portici che segnano il fronte principale del palazzo delle Poste, non ha sfondo praticabile dai veicoli.

### Preesistenze
Il chiasso di Borghese originariamente era aperto fino via Pellicceria, sbucando presso la torre degli Strozzi, già appartenuta ai Cipriani. Nell'Ottocento era un vicolo senza sfondo che veniva chiamato anche Tronco Mozzo e presentava una volta su cui era dipinto un orologio. Questo angolo veniva anche detto Canto al Dragone, forse per un dragone a cavallo disegnatovi "con mattone, brace e gesso, da qualche popolano".
La via attuale venne aperta su case già appartenute ai Melegonnelle e agli Strozzi, sulla piazza di San Miniato tra le Torri (sfiorando la chiesa il cui sito è oggi sotto il palazzo delle Poste), sul palazzo Strozzi di via degli Anselmi, che aveva un pregevole cortile rinascimentale in asse con via dei Sassetti, e più a ovest sulla chiesa di Santa Maria degli Ughi.

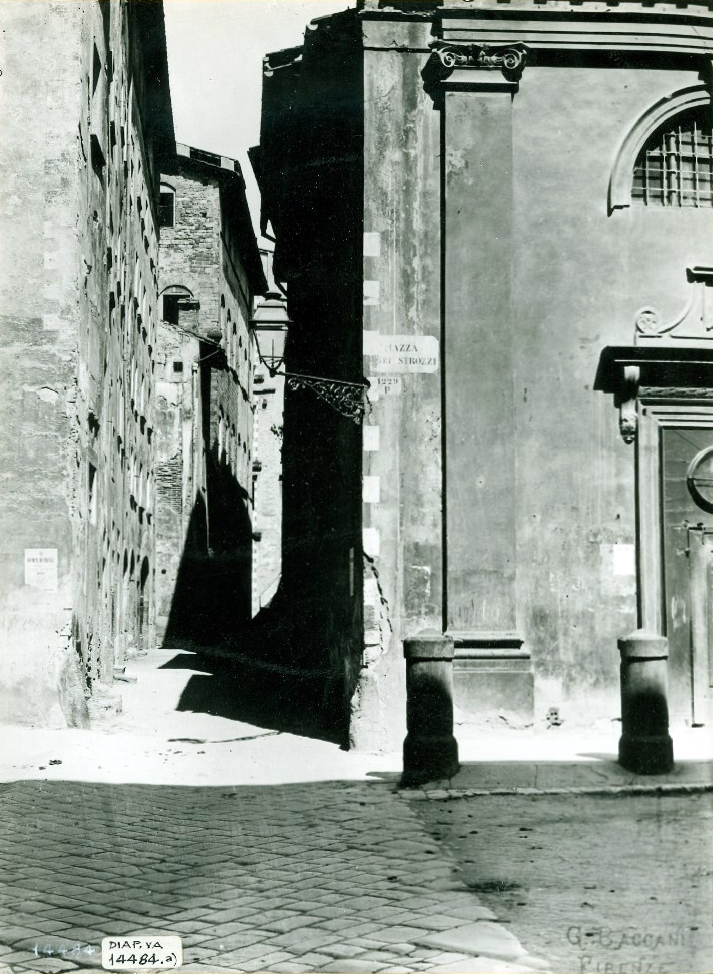
Via degli Anselmi vista a lato della chiesa di Santa Maria degli Ughi
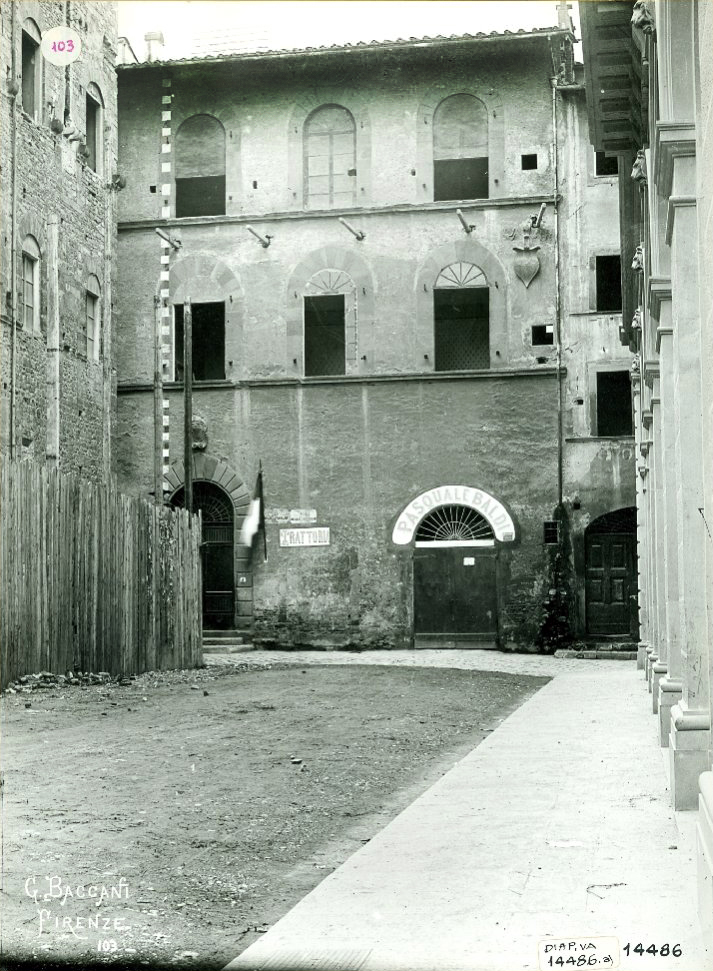
Palazzo Strozzi di via degli Anselmi poco prima della demolizione; a destra si vede già palazzo Mattei costruito
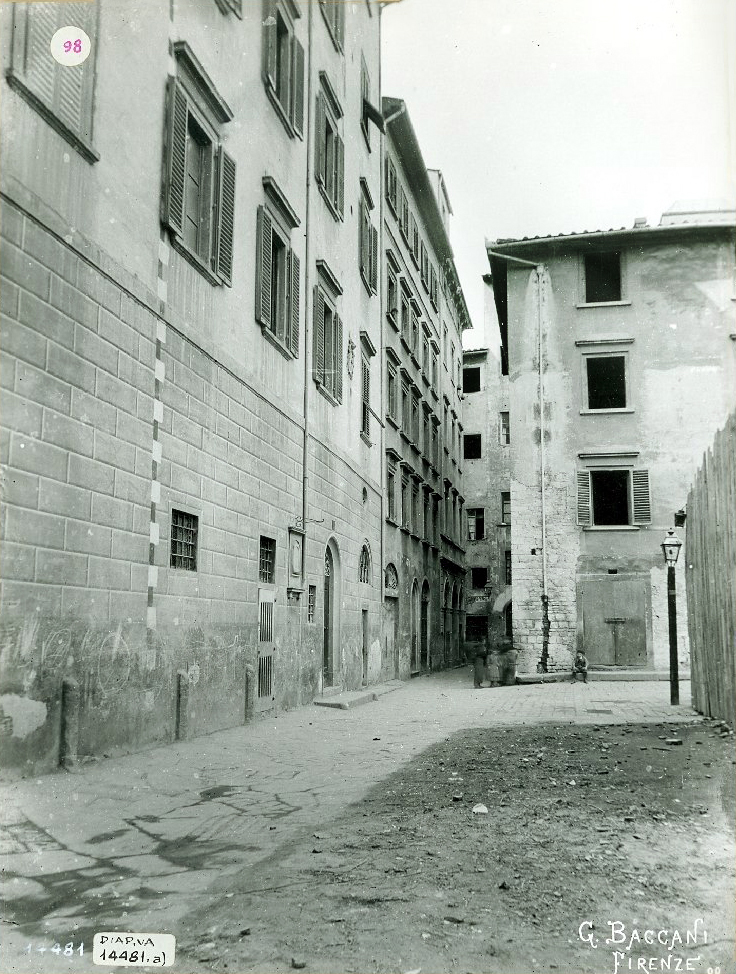
Via San Miniato tra le Torri

### Edifici
| Immagine | N°       | Nome                            | Descrizione |
| -------- | -------- | ------------------------------- | --- |
|          | 1-2-3    | Palazzo delle Poste             | Il grande edificio fu realizzato a cura del Comune di Firenze per riunire in un unico luogo i servizi postali e telegrafici della città, sfruttando due lotti non ancora venduti e risultanti dalle operazioni di risanamento del vecchio centro (1885-1895), identificabili nell'area precedentemente occupata da San Miniato fra le Torri (un intero rione con non meno di sei strade, quattro piazzette e l'omonima chiesa). L'edificio, inaugurato nel 1917, venne dotato dei più moderni impianti e servizi e particolare attenzione fu dedicata agli arredamenti e all'apparato decorativo degli ambienti per il pubblico.Su via degli Anselmi il fronte è scandito da nove aperture, costituite a pian terreno da tre ingressi di servizio ad arco intervallati da finestrature rettangolari incorniciate e inginocchiate, chiuse da inferriata. Oltre il rivestimento rustico del settore basamentale, che contiene anche le bucature del piano ammezzato, il paramento è decorato a graffito e a finto filaretto e scandito da finestre ad arco al primo piano, sovrastate dalle bucature del secondo mezzanino ed infine dalla fila di finestrature a trifora di chiusura dell'altana superiore |
|          | s.n.     | Chiosco degli Sportivi          | Si tratta di un piccolo edificio che si identifica con un altrettanto piccolo bar e una ricevitoria, seminascosto tra gli archi del palazzo delle Poste. Nato nel 1946, era inizialmente composto da due piccoli edifici separati: un casotto usato come bar e un edificio circolare con tettoia come ricevitoria. L'aspetto attuale in un unico piccolo edifici dovrebbbe risalire al 1956 circa, quando a rendere significativa la costruzione venne posto il mosaico che riveste la struttura, realizzato da Gualtiero Nativi, costituito da segmenti colorati su fondo azzurro, in evidente e voluto contrasto - come sottolineato nel repertorio di Salvadori Guidi - con la severità degli edifici circostanti. L'opera assume importanza anche alla luce della recente distruzione di molti degli interventi di 'arredo' realizzati negli anni cinquanta a Firenze, come quelli sempre segnalati nel repertorio di Salvadori Guidi riferibili all'attività di Nativi, quali la decorazione del caffè Donnini del 1949, del cinema poi libreria Edison, e del negozio Casanova in via Porta Rossa 40r (1955). Realizzazioni collocabili in questo stesso contesto sono i due chioschi degli impianti di distribuzione carburanti posti in piazzale Donatello. |
|          | 10r-20r  | Palazzo Sassetti                | L'edificio, abitato dalla famiglia Sassetti fino al 1651, vanta una fondazione trecentesca, pur presentandosi oggi sostanzialmente nelle forme conferitegli alla fine dell'Ottocento, durante i lavori di risistemazione dell'area, con una significativa trasformazione sia di un antico palazzo Sassetti sia di altre fabbriche, già di proprietà degli stessi Sassetti e degli Anselmi, peraltro tagliate per l'ampliamento delle strade su cui si affacciano. Per le tracce che conserva di queste preesistenze il palazzo è stato segnalato come uno dei pochi edifici della zona scampato alle demolizioni dell'antico centro ma, sostanzialmente, è da considerare un esempio, per quanto notevole, di ricostruzione in stile. L'edificio originale infatti, nella stretta via "della Torre de' Sassetti", sporgeva molto più a ovest, con una facciata in cui si aprivano aperture a diversi livelli, evidenziando come in origine l'edificio avesse inglobato varie strutture, tra cui una torre, appunto, appartenuta a questa famiglia. |
|          | 3r-5r-7r | Palazzo dello Strozzino (Odeon) | L'edificio si è determinato nel corso del tempo a partire dal nucleo più antico e storicamente rilevante riconducibile all'opera di Michelozzo e di Giuliano da Maiano, e venne stravolto con il piano di risanamento dell'antico centro, con l'abbattimento di una fettaper l'allargamento di via degli Anselmi e di una porzione sul retro per la creazione ex novo di un nuovo tratto di via de' Sassetti. Si procedette quindi all'abbattimento dei volumi prospettanti sul chiasso di piazza Marmora e verso Porta Rossa in modo da realizzare l'attuale piazza de' Davanzati. Negli anni venti del Novecento, acquistato dal Sindacato Immobiliare Toscano (1919) il palazzo fu riadattato a teatro dall'architetto Marcello Piacentini come cinema teatro Savoia, poi Odeon. Il fronte su via degli Anselmi si caratterizza per una la voluta aderenza al disegno del fronte antico, pur non disdegnando inserti decorativi di pretto gusto Déco. Al terreno si succedono sei ampi archi, dei quali tre coronati da tettoie in ferro e vetro che seguono l'andamento curvo delle cornici in stile in bugne di pietra e sul quale è la scritta Cinema Teatro Odeon. In alto corona la fabbrica un loggiato a colonnine tamponato e quindi un'ampia gronda alla fiorentina. Sull'angolo con via de' Sassetti è una notevole lanterna sormontata dal giglio di Firenze e sorretta da sei figure di efebi nudi in gesso dipinto a imitazione del bronzo, opera datata al 1929 dello scultore Bernardo Morescalchi. |
|          | 4        | Palazzo Mattei                  | Erano qui in antico varie case che formavano schiera davanti a palazzo Strozzi, appartenenti ai Gondi, ai Trinciavelli, ai Sassetti e ai Vecchietti, abbattute per l'allargamento delle attuali vie degli Anselmi e degli Strozzi. Al loro posto venne eretto su progetto dell'architetto Riccardo Mazzanti e su committenza della famiglia Mattei questo palazzo, ad occupare l'intero isolato. Fin dal 1894 l'edificio ospitò i Grandi Magazzini Botto, quindi fu sede del Grand Hotel du Nord. Successivamente passò in eredità al Comune di Firenze che lo alienò vendendolo, nel 1921, all'Istituto Nazionale delle Assicurazioni. Dal 1930 e per lungo tempo il palazzo si è identificato con il negozio Principe di Firenze, aperto appunto in quella data per iniziativa di Sergio Doni. Oggi ospita al piano terra una boutique del marchio internazionale Louis Vuitton. Su via Anselmi si trova una lapide a ricordo della chiesa di Santa Maria degli Ughi. |

### Lapidi
In prossimità di piazza degli Strozzi, è una targa in marmo a ricordare come lì sorgesse l'antica chiesa di Santa Maria degli Ughi (non tanto su sito del palazzo Mattei su cui è appesa, ma dirimpetto, adiacente al palazzo dello Strozzino e lungo la via, che un tempo era molto più stretta).
| QUI SORGEVA L'ANTICA CHIESA DI SANTA MARIA DEGLI UGHI |

## Note

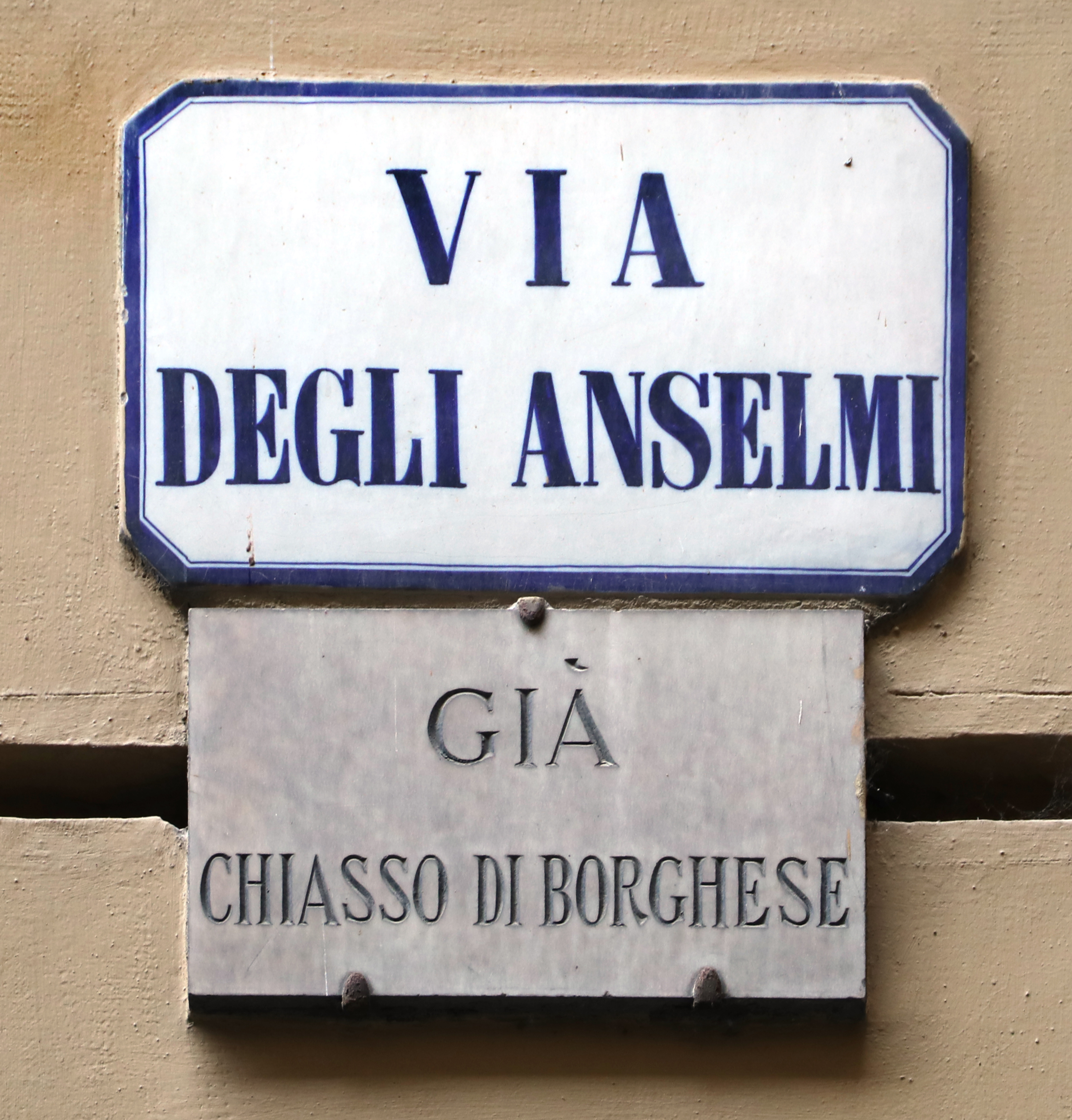
Lapide con nome